# 安泰寺 (大田区)
安泰寺（あんたいじ）は、東京都大田区にある天台宗の寺院。

## 概要
貞観年間(859年～877年)、慈覚大師円仁によって開山された。元々は高輪に位置していた。
1519年（永正16年）に泰祐が中興した。1895年（明治28年）に現在地に移転した。
かつては不動明王信仰が盛んで、「元木不動」と呼ばれる不動明王像があったが、1945年（昭和20年）の空襲で焼失してしまった。
墓地には、講釈師の深井志道軒の墓がある。

## 交通アクセス
- 京急蒲田駅より徒歩5分。